# David Fairclough
David Fairclough (* 5. Januar 1957 in Liverpool) ist ein ehemaliger englischer Fußballspieler. Der rothaarige Stürmer machte sich gegen Ende der 1970er Jahre beim FC Liverpool vor allem durch seine Torjägerqualitäten als „Joker“ einen Namen und erhielt dabei den Spitznamen „Supersub“, der seitdem generell für treffsichere Einwechselspieler im englischen Sprachgebrauch angewendet wird. Da er über diese Rolle jedoch nur selten hinauskam, verließ er die „Reds“ nach einigen Jahren und spielte noch in Kanada, der Schweiz und Belgien.

## Sportliche Laufbahn

### FC Liverpool
Nachdem Fairclough bereits in jungen Jahren beim FC Liverpool mit dem Fußballspielen angefangen hatte, kam er 18-jährig am 1. November 1975 zu seinem Debüt in der Profimannschaft. Bereits drei Tage nach dem 1:0-Sieg gegen den FC Middlesbrough im Ayresome Park schoss er in einer UEFA-Pokal-Partie sein erstes Tor, als die Reds in Anfield im Zweitrundenrückspiel den spanischen Vertreter Real Sociedad San Sebastián mit 6:0 nach Hause schickten. Insgesamt erzielte Fairclough in nur 14 Pflichtspielen sieben Tore, wobei er in neun Spielen erst später eingewechselt worden war. Trotz dieses vielversprechenden Karrierestarts blieb der Neuling in der „Hackordnung“ der Liverpooler Angreiferhierarchie nur die Nummer 4, da zusätzlich zu den langjährigen Sturmpartnern Kevin Keegan und John Toshack ab der Saison 1976/77 der Mittelstürmer und englische Nationalspieler David Johnson zu den hochkarätigen Konkurrenten zählte. Erst als sich Toshack eine Reihe von Verletzungen zuzog, kam der antrittsschnelle Stürmer wieder zu häufigeren Einsätzen als Einwechselspieler.
Mit seinem Tor am 16. März 1977 im Viertelfinale des Europapokals der Landesmeister sicherte er sich im Alter von 20 Jahren seinen Eintrag in die Vereinsgeschichte. Nachdem die Mannschaft des FC Liverpool das Hinspiel beim AS Saint-Étienne mit 0:1 verloren hatte, lag sie im Rückspiel kurz vor dem Ende zwar mit 2:1 vorne, das aber aufgrund der Auswärtstorregel das Ausscheiden bedeutet hätte. Fairclough, der erst zu den letzten 20 Minuten von Trainer Bob Paisley eingewechselt worden war, erhielt in der 84. Spielminute einen Steilpass, setzte sich gegen zwei Abwehrspieler durch und verwandelte zum spielentscheidenden Treffer. Das Tor, das der ITV-Reporter Gerald Sinstadt mit den berühmten Worten „Supersub strikes again!“ kommentierte, gilt bis heute als einer der berühmtesten Momente in der Liverpooler Europapokalgeschichte und bereitete den Weg zum ersten europäischen Landesmeisterpokalgewinn im selben Jahr. Daneben errang Fairclough nach 1976 bereits seine zweite englische Meisterschaft in Serie und erhielt auch in der anschließenden Spielzeit 1977/78 in 29 Ligaspielen weitere Einsätze. Als die Reds den europäischen Meisterwettbewerb 1978 erneut gewannen, stand Fairclough beim 1:0-Finalsieg gegen den FC Brügge im Wembley-Stadion sogar in der Startelf.
Es sollte einer der letzten Höhepunkte in Faircloughs Zeit beim FC Liverpool sein. In den nun folgenden fünf Jahren bis zum Ende der Saison 1982/83 stand er in nur insgesamt 21 Ligapartien in der Startelf und er konnte seine Torgefährlichkeit nur noch in der Reservemannschaft und bei einem Gastspiel in der nordamerikanischen NASL bei den Toronto Blizzards unter Beweis stellen. In der ersten Mannschaft waren es nun Kenny Dalglish und später Ian Rush, die in der Gunst des Trainers vorne standen und Fairclough aufgrund geringerer Verletzungsanfälligkeiten den Weg in die Stammformation dauerhaft verbauten. Zunehmend genervt von der fehlenden Perspektive und seinem Dauer-Image als „Supersub“, verließ er nach 153 Spielen und 55 Toren seinen Heimatverein. Bei den Anhängern der „Reds“ blieb er einer der beliebtesten Spieler, was durch seinen 18. Platz bei der Wahl „100 Players Who Shook The Kop“ zum Ausdruck kam – damit war er weit vor John Toshack und David Johnson platziert, die ihm zu Spielerzeiten in der Regel vorgezogen worden waren.

### Die Zeit nach Liverpool
Nach zwei Jahren in der Schweiz beim FC Luzern kehrte er im März 1985 nach England zurück und spielte für den Zweitligaaufsteiger Norwich City. Nach nur zwei Einsätzen verließ er die „Kanarienvögel“ bereits im August desselben Jahres wieder und heuerte bei Oldham Athletic – damals ebenfalls in der Second Division aktiv – an.
Zwischen 1986 und 1989 spielte er für längere Zeit beim belgischen Verein KSK Beveren, bevor er bei kleineren englischen Klubs – dem AFC Rochdale, den Tranmere Rovers, Wigan Athletic und zuletzt bei dem Amateurklub Knowsley United – seine aktive Karriere ausklingen ließ.
Nach seiner Spielerlaufbahn betätigt sich Fairclough verstärkt als Experte in den heimischen Medien und schreibt zudem regelmäßig Kolumnen für die offizielle Internetpräsenz des FC Liverpool.

## Erfolge
- Europapokalsieger der Landesmeister: 1977, 1978
- UEFA-Pokal-Sieger: 1976
- Europäischer Supercup-Gewinner: 1977
- Englischer Meister: 1976, 1977, 1980
- Charity-Shield-Gewinner: 1977 (geteilter Titel)